# Liz Johnson
Elizabeth Johnson es una nadadora británica que ganó medallas de oro en los Juegos Paralímpicos y los campeonatos mundiales del Comité Paralímpico Internacional (IPC). Tiene parálisis cerebral y es parte de la clasificación S6.

## Biografía
Johnson nació en Newport, Gales del Sur, el 3 de diciembre de 1985. Tiene parálisis cerebral  y, a la edad de tres años, su madre la alentó a unirse a un grupo de nadadores discapacitados para fortalecer y relajar sus músculos. Compitiendo como nadadora S6 fue seleccionada para unirse al Equipo GB a la edad de 14 años. Asistió a la Universidad de Swansea y en 2008 completó una licenciatura en administración de empresas y finanzas. Actualmente vive en Bath, Somerset, y entrena con el grupo de la Universidad de Bath, Team Bath.   
Mientras viajaba en avión a los Juegos Paralímpicos de 2008 realizados en Pekín, su madre murió después de una larga batalla contra el cáncer de cuello uterino. Decidió continuar su participación en los Juegos cuando le dijeron que el funeral podría celebrarse cuando volviera a casa.

## Carrera
Es parte importante dentro del equipo británico de natación paralímpico; al ser especializada en pecho, es una de las pocas que ha ganado medallas de oro en Juegos Paralímpicos, Campeonatos Mundiales y Europeos.
En el Campeonato Mundial de Natación IPC 2006 en Durban, Sudáfrica, ganó una medalla de oro individual en los 100  m espalda, y dos de oro en relevos. Repitió su éxito en el evento de 2009, rompiendo el récord mundial en el proceso, y también se alzó con dos medallas individuales de bronce. Ganó la medalla de oro en los 100  m espalda en los Juegos Paralímpicos de 2008, once días después de la muerte de su madre, dedicando la victoria a su memoria.     
Sus éxitos fueron reconocidos cuando, en abril de 2011, se le otorgó el honor de colocar el azulejo final en el grupo de competencia en el Centro Acuático de Londres. También fue seleccionada como la encargada del juramento paralímpico en los Juegos de Londres 2012. 
Agregó preseas a su colección de medallas paralímpicas en los Juegos de 2012 y además estableció un nuevo récord paralímpico en el proceso. Registró el mejor tiempo de la temporada en 1: 40.90, para llevarse la medalla de bronce en el evento de 100   m espalda de la clasificación SB6. En la espera hacia sus cuartos Juegos Paralímpicos en Río, se sometió a una operación por una hernia. Mientras se recuperaba, se atrasó en su entrenamiento, lo que afectó su preparación para los ensayos paralímpicos de 2016. Su fracaso en realizar las pruebas resultó en su decisión de retirarse de la natación competitiva.

### Emprendimiento
En agosto de 2018, anunció el inicio de "The Ability People", una organización que tiene como objetivo reclutar personas discapacitadas junto a personas sin discapacidad sin discriminación. En 2018, fue catalogada como una de las 100 mujeres de la BBC.